# Cilacap
Cilacap ou Tjilatjap  é uma cidade e porto, na Indonésia, na costa sul da ilha de Java.
Seu porto é formado pelas longas, estreitas ilhas, que oferece proteção contra a monção e inundações do Oceano Índico. O porto foi utilizado durante a Batalha do Mar de Java na Segunda Guerra Mundial.
Cilacap tem ligações rodoviárias e ferroviárias com o resto de Java.